# Roztoka (województwo podkarpackie)
Roztoka – wieś w Polsce położona w województwie podkarpackim, w powiecie przemyskim, w gminie Bircza. Leży na terenie Pogórza Przemyskiego.
W latach 1975–1998 miejscowość położona była w województwie przemyskim.
Wieś zamieszkuje 51 osób.

## Historia
Pierwsza wzmianka o wsi pochodzi z 1538 r. Wieś była wtedy własnością Wzdowskich herbu Szreniawa, prawdopodobnie odłamu rodu Kmitów. Na przełomie XVIII i XIX wieku wsie Roztoka, Trzcianiec i Krzywe były własnością Adama Lewickiego. Od tego ostatniego zakupił je w 1804 r. Sebastian Ostaszewski herbu Ostoja. Po Sebastianie Ostaszewskim dobra te odziedziczyła jego córka Karolina Ostaszewska (1809-1861, córka Sebastiana Ostaszewskiego), zamężna z Aleksandrem Izydorem Gniewoszem, a po nich ich syn Stanisław Gniewosz . 
W II Rzeczypospolitej wieś położona w powiecie dobromilskim województwa lwowskiego. W 1945 nacjonaliści ukraińscy z OUN-UPA zamordowali tu 4 Polaków.
Po 1945 ludność Roztoki została wysiedlona, a do opuszczonych domów wprowadzili się mieszkańcy sąsiedniej Kuźminy.

## Cerkiew
We wsi znajduje się drewniana cerkiew greckokatolicka, zbudowana w 1936, na miejscu starszej drewnianej cerkwi z 1822 Cerkiew należy do grupy zabytków, licznie reprezentowanych na obszarze południowo-wschodniej Polski, których forma ukształtowała się w wyniku poszukiwań stylistycznych, mających doprowadzić do wypracowania form tzw. uniwersalnego "stylu narodowego".
Cerkiew jest obecnie wykorzystywana jako rzymskokatolicki kościół filialny Świętych Apostołów Piotra i Pawła należący do parafii Matki Boskiej Nieustającej Pomocy w Kuźminie, w dekanacie Bircza.